# 埃库圣曼
埃库圣曼（法語：Écoust-Saint-Mein，法語發音：[eku sɛ̃ mɛ̃]）是法国上法兰西大区加来海峡省的一个市镇，属于阿拉斯区。

## 地理
埃库圣曼（50°10'55"N, 2°54'37"E）面积8.43 平方千米，位于法国上法蘭西大區加来海峡省，该省份为法国北部沿海省份，西北濒北海，南至索姆省，东临北部省。
与埃库圣曼接壤的市镇（或旧市镇、城区）包括：比勒库尔、沃-弗罗库尔、莫里、诺勒伊、圣莱热、克鲁瓦西耶。
埃库圣曼的时区为UTC+01:00、UTC+02:00（夏令时）。

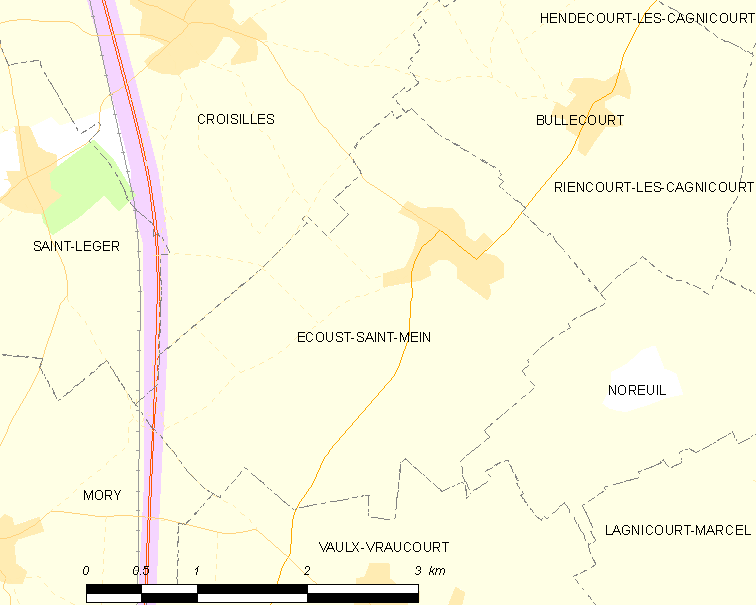
埃库圣曼的OSM定位图

## 行政
埃库圣曼的邮政编码为62128，INSEE市镇编码为62285。

## 政治
埃库圣曼所属的省级选区为巴波姆县。

## 人口

1962-2008年间埃库圣曼人口变化图示

埃库圣曼于2022年1月1日时的人口数量为484人。

## 文化
埃库斯特圣曼成为2019年英美合拍电影《1917》的舞台。